# ニコライ・ベルザーリン
ニコライ・エラーストヴィチ・ベルザーリン (ロシア語: Никола́й Эра́стович Берза́рин、1904年4月1日 – 1945年6月16日)は、第二次世界大戦中のソビエト連邦の軍人、将校。ベルリンの戦い時に赤軍で初めてベルリンに入場した司令官。

## 略歴
ベルザーリンはパイプ取付人と仕立屋の息子としてサンクトペテルブルクで生まれた。1925年には、すでにラリーサとイリーナという二人の娘がいる銀行員ナターリア・プロシニュークと結婚した。

### 軍事教練
ロシア内戦中の1918年にベルザーリンは赤軍に入隊し、アルハンゲリスクで干渉連合軍と戦った。1921年と1923年の間にシベリア軍管区で、レニングラード司令官科の機関銃課程において射撃課程や司令官課程の軍事教練を受けた。1922年にはコムソモールのメンバーとなった。1923年に彼はシベリアに割り当てられた。
1926年の将校訓練の後、ソビエト連邦共産党に入党する。

### 軍歴
ペトログラードで赤軍兵士として入隊し、連合軍の介入に対して北部戦線への従軍後も、クロンシュタットの反乱（1921年）の鎮圧に参加した。1924年にはアムール地域において対盗賊の下級将校となった。1927年にはシベリアに戻り、イルクーツクで将校訓練部隊の司令官補佐になっていた。1933年から1935年は、特殊赤旗極東軍の参謀を勤め、さらに1935年から1937年には極東軍第26歩兵師団の第77歩兵連隊を率いた。1938年までアムール群の教官長をしていた。
大粛清期になるとベルザーリンは、軍歴を起因に「人民の敵」であると告発されたが、様々な共産党員によって擁護された。1938年に日本がハサン湖へ攻撃をしてきた時に、撃退した功績で赤旗勲章を授与された。
少将に就任した後、自身のリガへの転属を申請し、1941年5月に 第27軍の司令官となった。
第二次世界大戦が始まりドイツ軍がソ連へ攻めて来ると、1941年12月から1944年5月の間に、いくつかの軍の最高司令官となった。1943年3月に重傷を負い6ヶ月間入院した。
ヤッシー＝キシナウ攻勢時にドイツ軍の戦線を突破した功績により、大将への昇進と同時にレーニン勲章が授与された。1944年8月にキシナウを占領し、白ロシア戦線とウクライナ戦線はベルリンへの進行を開始した。

### ベルリン司令官と死

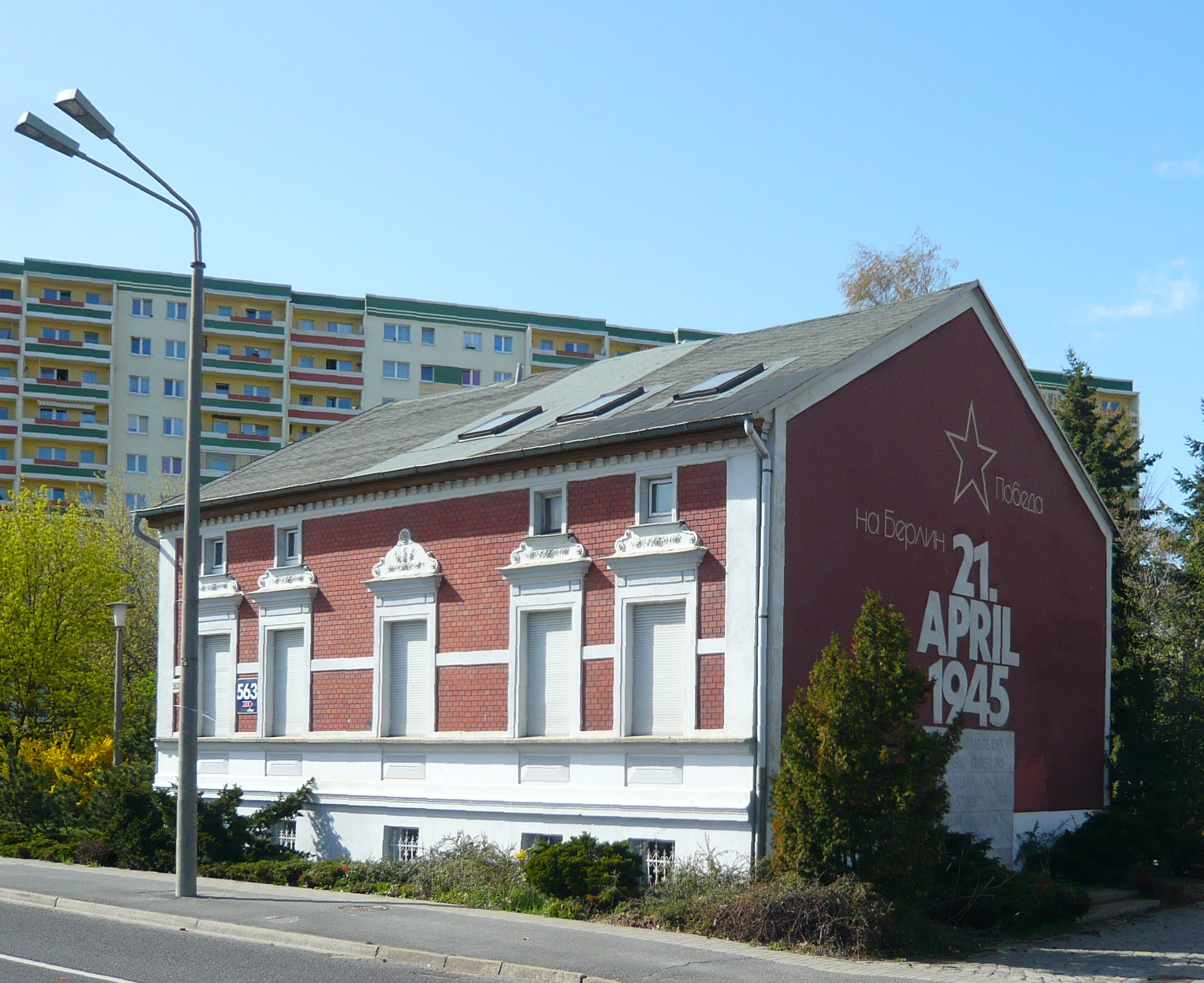
ベルリン＝マルツァーンの記念館

ベルリンの戦い中にベルザーリンが指揮する第5打撃軍は1945年4月21日にベルリン郊外東部に達し、この部隊がソ連軍で初めてベルリンに到達した軍となった。最初に都市に到達した司令官に報酬を与えるというロシア帝国時代からの伝統にのっとり、4月24日にゲオルギー・ジューコフ元帥によってベルリン市司令官に任命された。この時ベルザーリンは「第1号命令」を発し、すべての政治権力を仮定させた。完全に破壊し尽くされたドイツの首都再建に尽くし、都市に警察隊を作りつつ住民たちに、食料、水、ガス、電気を供給させ、同様に学校や劇場を再開させた。5月17日に非党派のアルトゥール・ヴェルナーを戦後初のベルリン市長に任命した。
1945年6月16日、司令官に任命されてからたった55日後、ベルリン＝フリードリヒスフェルデの事務所近くの交差点で、ベルザーリンの乗るオートバイの車列にトラックが突っ込み死亡した、没年41歳。任命されてからの早すぎる死は様々な噂や都市伝説が流れた、ナチスの残党であるヴェアヴォルフ部隊が暗殺したというものや、NKVDがベルザーリンのベルリン司令官就任を認めず暗殺したなど。
ベルザーリンはモスクワのノヴォジェーヴィチィ墓地に埋葬された。

## 名誉市民

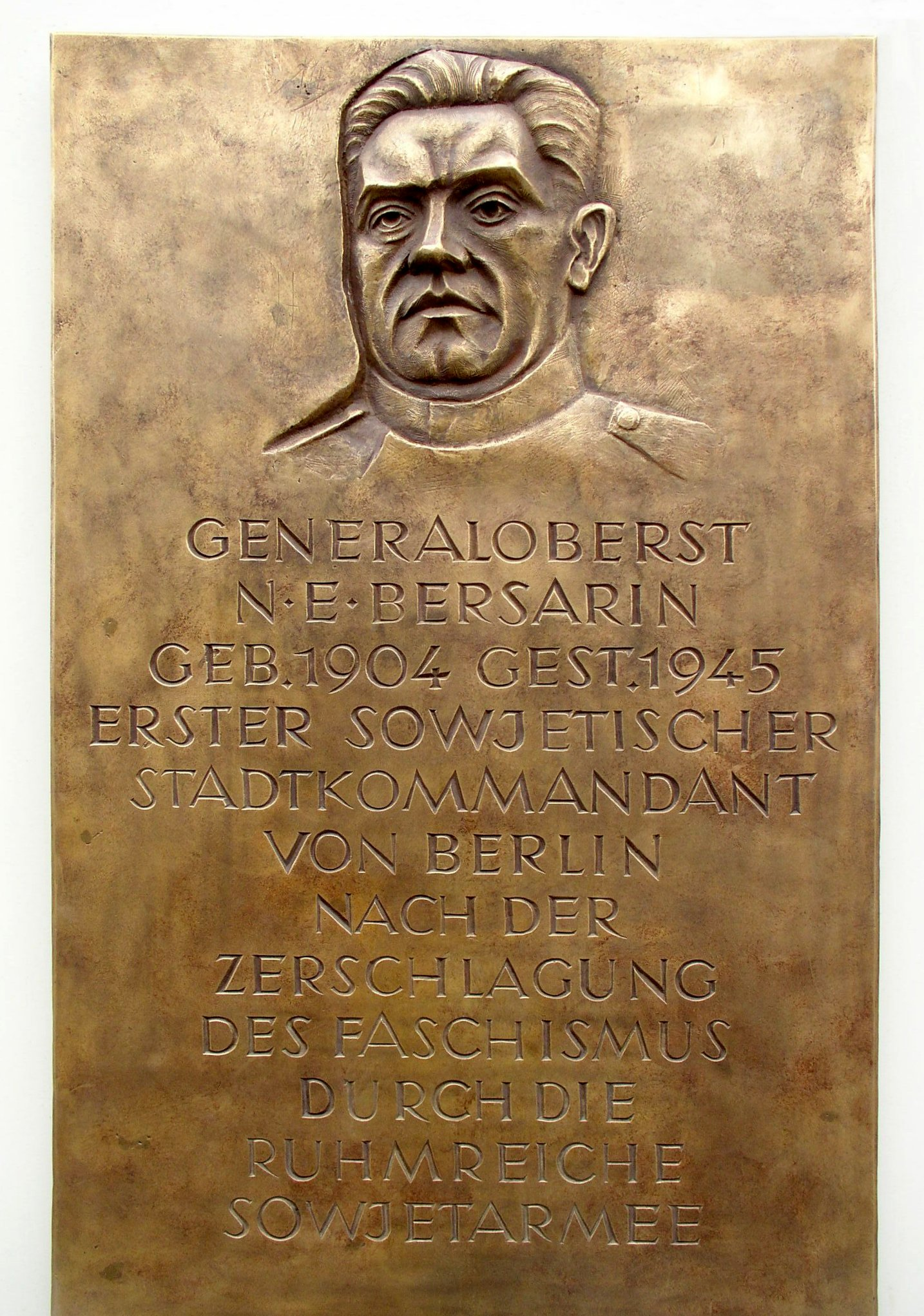
ベルリン＝フリードリヒスハインのベルザーリンプラッツにある記念碑

ベルザーリン死後の1975年に東ベルリンの名誉市民に認定された。ドイツ再統一後の1992年にベルリン参事会によって名誉市民の公文書から正式に削除された。
2003年、ベルリン市議会の決議によって、地元住民への供給における功績を考慮し、ベルリン名誉市民権を回復した。再授与時にはベルザーリンに対する誹謗中傷があり、曰くベルザーリンはソビエト連邦による戦争犯罪に関与しており、1940年にバルト人47000人の追放を担当したスターリン主義者であると主張していた。しかし疑問視されている時期においてのベルザーリンはウラジオストクに配備されており、後に間違いだと証明された。
1947年から1991年まで、ベルリン＝フリードリヒスハインのペータースブルガー通りの内部環状道路区間はベルザーリン通り（ドイツ語: Bersarinstraße）と命名されていたが、環状交差点のベルザーリンプラッツは今なお彼の名を冠している。2005年4月には新たに、ベルリン＝マルツァーンの道路橋が、1945年にベルザーリンの軍がベルリン市郊外に達したことにちなみ、ニコライ＝E＝ベルザーリン橋と命名された。2005年に植えられた白樺の木と記念石は彼のオートバイ事故（推定）の地点を示している。

## 栄典
- ソ連邦英雄
- レーニン勲章2個
- 赤旗勲章2個
- 1等及び2等スヴォーロフ勲章
- 1等及び2等クトゥーゾフ勲章
- 1等ボグダン・フメリニツキー勲章
- 赤星勲章
- 労働者農民赤軍20年記念記章
- モスクワ防衛記章
- 1941年-1945年大祖国戦争における対ドイツ戦勝記章
- ベルリン攻略記章